# 16857 Goodall
16857 Goodall este un asteroid din centura principală de asteroizi.

## Descriere
16857 Goodall este un asteroid din centura principală de asteroizi. A fost descoperit pe 25 decembrie 1997 la Haleakala în cadrul programului NEAT. Asteroidul prezintă o orbită caracterizată de o semiaxă mare de 2,43 ua, o excentricitate de 0,15 și o înclinație de 5,6° în raport cu ecliptica.